# Lampa próżniowa
Lampa próżniowa to najbardziej powszechny rodzaj lamp elektronowych, której najbardziej charakterystyczną cechą jest maksymalnie niskie ciśnienie gazów wewnątrz bańki. Aby pochłonąć śladowe ilości pozostałych gazów, napyla się od środka getter dający charakterystyczną lustrzaną powierzchnię.
Obecność wysokiej próżni w lampie wpływa na jej parametry. Jedynymi nośnikami prądu w tych lampach są elektrony wyemitowane z katody. Elektrony są bardzo lekkie i mają znikomą bezwładność, dzięki czemu pasmo przenoszenia lampy elektronowej obejmuje częstotliwości do kilku GHz (lampy siatkowe), albo nawet do kilkudziesięciu GHz (lampy mikrofalowe).
Istotną cechą lamp elektronowych próżniowych jest konieczność stosowania żarzonej katody, której emisja elektronów zależy nie tylko od temperatury ale i od natężenia pola elektrycznego na powierzchni katody, czyli od napięć innych elektrod. Ten fakt może być niekiedy wadą, a niekiedy zaletą.

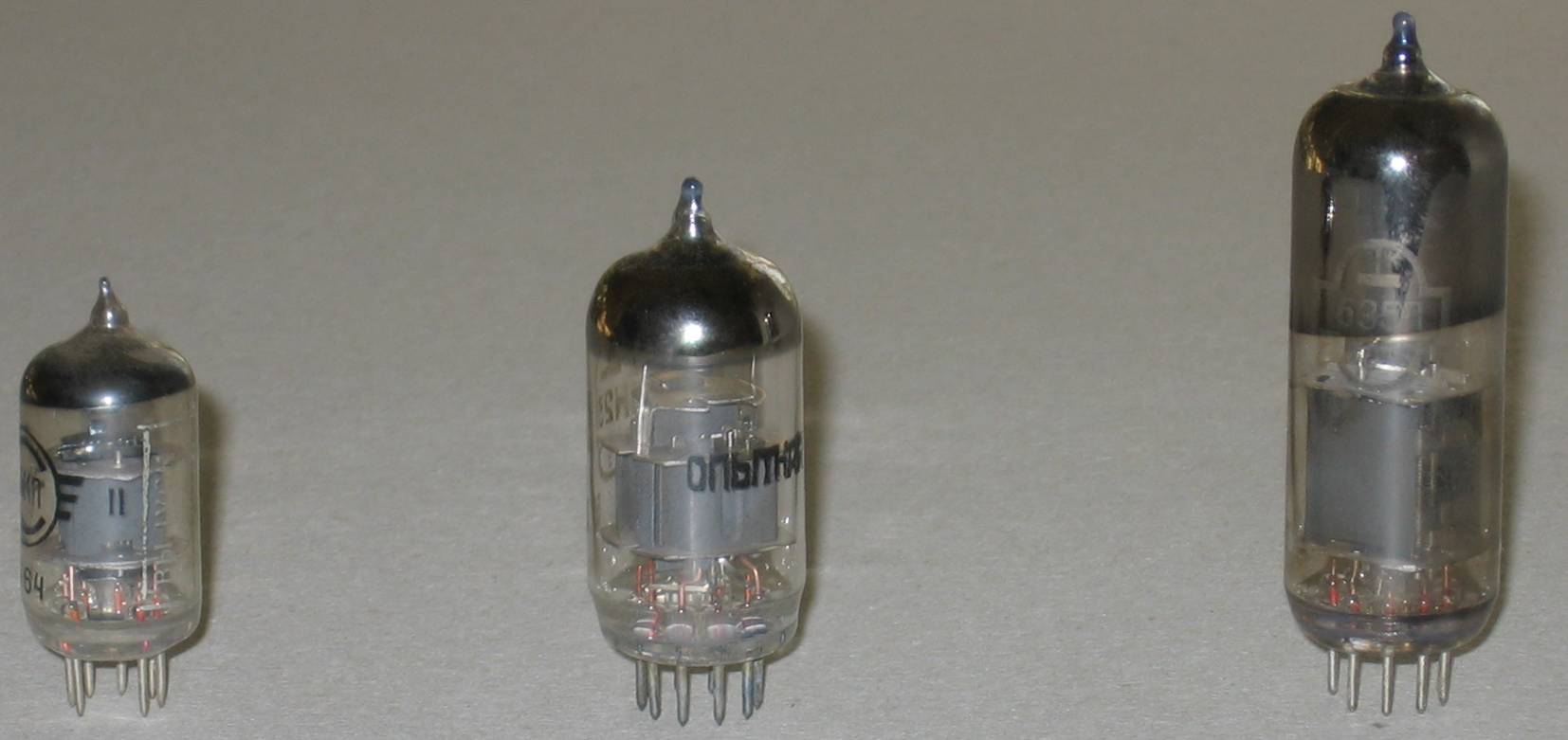
Lampy elektronowe próżniowe:
z lewej z cokołem heptal (siedmionóżkowym), pośrodku i z prawej noval (dziewięcionóżkowym)

Podstawowymi rodzajami lamp próżniowych są:
- dioda
- trioda
- tetroda
- pentoda
- heksoda
- heptoda
- oktoda
- ennoda
- magiczne oko
- mikrofalowe
  - klistron
  - lampa z falą bieżącą
  - magnetron
- lampa obrazowa
  - kineskop
  - lampa oscyloskopowa
- Lampy specjalne
  - lampa rentgenowska
  - fotodioda próżniowa
  - fotopowielacz
  - wzmacniacz obrazu
  - próżniowe lampy zliczające